# Мартынов, Серафим Владимирович
Серафим Владимирович Мартынов (26 декабря 1903, Выездное, Нижегородская губерния — не ранее 1985) — советский партийный и государственный деятель, первый секретарь Симферопольского горкома ВКП(б) (1938—1945). Один из руководителей партизанского движение в Крыму во время Великой Отечественной войны.

## Биография
Родился 26 декабря 1903 года в селе Выездное Арзамасского уезда Нижегородской губернии в семье слесаря. Член КПСС с 1921 года.
В 1917—1918 годах — счетовод. ученик слесаря. В 1918—1920 годах — служащий Верхне-Выксунского чугуно-плавильного и железоделательного завода. В июне-сентябре 1920 года — заведующий экономико-правовым отделом, в 1920—1921 годах — ответственный секретарь Семеновского укома РКСМ. Член ВКП(б) с 1921 года. В январе-феврале 1921 г. — заведующий политико-просветительным отделом РК РКСМ Приокского горного округа. В феврале-сентябре 1921 года — ответственный секретарь Ардатовского укома РКСМ. В 1921 году — ответственный секретарь Выксунского ГК РКСМ. В 1921—1922 годах — секретарь фабричного комитета фабрики стальных изделий № 1 села Вача. В 1922 году — секретарь заводского комитета, в 1922—1923 годах — председатель заводского комитета Досчатинского железоделательного завода. В 1923—1924 годах — инструктор Приокского РК Союза металлистов. В 1924—1926 годах — секретарь заводского комитета Кулебакского горного завода. В 1926 году — заместитель ответственного секретаря, в 1926—1927 годах — секретарь по культработе, в 1929—1930 годах — председатель Приокского РК Союза металлистов.
В 1929 году окончил Высшую школу профсоюзного движения ВЦСПС в Москве.
В феврале-июле 1930 года — руководитель контрольно-плановой группы, в июле-октябре 1930 года — заместитель председателя, с октября 1930 по март 1931 года — председатель Нижегородского крайкома Союза металлистов. В марте-сентябре 1931 года — председатель Нижегородского крайкома Союза рабочих машиностроительной промышленности. В 1931—1932 годах — начальник профтехкомбината Горьковского государственного автомобильного завода им. В. М. Молотова. В 1932—1937 годах — получил высшее образование. В 1937—1938 годах — секретарь Ялтинского РК ВКП(б) КрАССР. С 1938 года по 25 мая 1945 года — 1-й секретарь Симферопольского горкома ВКП(б) Крымской области. Делегат XVIII всесоюзной партийной конференции ВКП(б) в феврале 1941 года в качестве делегата с правом решающего голоса от Крымской партийной организации. С 23 октября 1941 года по 19 июля 1942 года — комиссар Центрального штаба партизанского движения в Крыму.
23 октября 1941 года был создан Штаб партизанского движения Крыма, руководителем штаба стал полковник А. В. Мокроусов, комиссаром — С. В. Мартынов, начштаба — Сметанин.
1 ноября 1941 года призван в РККА и аттестован как батальонный комиссар. В конце войны присвоено звание майор.
Сразу после освобождения Симферополя участвовал в установлении фактов злодеяний немецкой оккупации в концлагере Красный и других местах массовых казней советских граждан. Позднее подписанные им акты фигурировали в судебных процессах против военных преступников и их пособников.
С ноября 1946 года по октябрь 1948 года — секретарь Ойрот-Турского ГК ВКП(б) Горно-Алтайской автономной области. С ноября 1948 года — председатель Алтайского Краевого совета профессиональных союзов. В 1952 году делегат на XIX съезде КПСС от Алтайской краевой парторганизации. В списке делегатов под номером 713. С января 1961 по май 1964 года — председатель парткомиссии Алтайского крайкома КПСС.
Скончался после 1985 года.

## Награды[3]
- Орден Отечественной войны I степени (30.03.1946)
- Орден Отечественной войны II степени (06.04.1985)
- Медаль «За оборону Севастополя» (1942)
- Медаль «За победу над Германией в Великой Отечественной войне 1941—1945 гг.» (1945)
- Медаль «В ознаменование 100-летия со дня рождения Владимира Ильича Ленина» (1970)